# محمد المفرح
محمد المفرح (عربی: محمد المفرح؛ ۲۰ مهٔ ۱۹۴۵ – ۲۳ ژانویهٔ ۲۰۱۸) هنرپیشه، و بازیگر تلویزیون اهل عربستان سعودی بود. وی به دلیل آثاری که در آن شرکت داشت با نام ابومسامح شناخته می‌شد.

## فیلم‌شناسی
- أیام لا تنسی
- أبجد هوز
- الساکنات فی قلوبنا
- عائلة فوق تنور ساخن
- فارس من الجنوب
- حامض حلو
- بنت البادیة
- العم معروف
- ألم وحرمان
- الأسرة المسلمة
- رحاب والأمل
- أبو مسامح فی فندق السامرین
- حکایة مثل
- شمعة تحترق